# Pimeäsaari (ö i Birkaland, Övre Birkaland, lat 61,85, long 23,94)
Pimeäsaari är en ö i Finland. Den ligger i sjön Palovesi och Jäminginselkä och i kommunen Ruovesi i den ekonomiska regionen  Övre Birkalands ekonomiska region  och landskapet Birkaland, i den södra delen av landet, 190 km norr om huvudstaden Helsingfors. Öns area är 2 hektar och dess största längd är 310 meter i sydöst-nordvästlig riktning.